# Рыжова-Дерягина, Наталья Михайловна
Ната́лья Миха́йловна Рыжо́ва-Деря́гина (29 августа 1929, Колесниково, Московская область — 8 мая 1985, Судакский район, Крымская область) ― бригадир совхоза «Морской», город Феодосия Крымской области, Украинская ССР. Герой Социалистического труда (1966).

## Биография
Наталья Рыжова родилась 29 августа 1929 года в деревне Колесниково Клепиковского района Рязанского округа Московской области (ныне Клепиковского района Рязанской области), РСФСР. По национальности русская.
Весной 1944 года Крым был освобождён от немецко-фашистской оккупации и Наталья Рыжова по программе заселения в числе других переселенцев из Рязанской области в начале 1945 года прибыла и поселилась в селе Капсихор, которое в августе 1945 года было переименовано в Морское Судакского района. Активно участвовала в восстановлении уничтоженных виноградников и разрушенного войной хозяйства местного колхоза имени  Сталина.
В своём труде в виноградарском колхозе выделялась особым усердием и повышенной работоспособностью. Лично внесла значительный вклад в то, что колхоз имени Сталина достиг довоенного уровня урожаев винограда. Рыжова ежегодно демонстрировала высокие показатели. В 1954 и 1955 годах принимала участие во Всесоюзной сельскохозяйственной выставке (ВСХВ).
В 1960 году на базе двух колхозов (имени Сталина и Жданова) был образован винсовхоз «Морской», в котором Рыжова возглавила комсомольско-молодёжную бригаду № 20, состоящую из 32 виноградарей. В период 7-й семилетки (1959–1965) её бригада постоянно удерживала первенство по своему совхозу, соревнуясь с бригадой знатного виноградаря М. Д. Князевой из соседнего совхоза «Судак».
Указом Президиума Верховного Совета СССР от 30 апреля 1966 года за успехи, достигнутые в увеличении производства и заготовок картофеля, овощей, плодов и винограда, Наталье Михайловне Рыжовой присвоено звание Героя Социалистического Труда с вручением ордена Ленина и золотой медали «Серп и Молот».
Бригада Натальи Рыжовой-Дерягиной (в замужестве) в последующие годы продолжали получать высокие урожаи винограда, становились участниками Выставки достижений народного хозяйства (ВДНХ) СССР. По итогам работы в 8-й пятилетке (1966–1970) бригадир была награждена вторым орденом Ленина. В 1971 году избиралась делегатом XXIV съезда КПСС.
Была награждена двумя орденами Ленина (30.04.1966; 26.04.1971), медалями, а также медалями ВСХВ и ВДНХ СССР, нагрудным знаком «Почётный садовод-виноградарь Украины» (1963).
Жила в селе Ворон Судакского района.
Наталья Михайловна Рыжова-Дерягина умерла 8 мая 1985 года.